# Hírharsona
A Hírharsona (Daily Bugle) egy kitalált napilap a Marvel Comics képregényeiben. A társaság a Fantastic Four 2. számában szerepelt először, 1962 januárjában. A fiktív lap főszerkesztője J. Jonah Jameson. A lap és szerkesztősége legtöbbször a Pókemberrel kapcsolatos kiadványokban szerepelt, mint Pókember, vagyis Peter Parker munkahelye. A 2002-es és az azt követő Pókember mozifilmekben a készítők a lap szerkesztőségét a manhattani Flatiron Buildingben rendezték be.